# Melibea
|  | Aquest article tracta sobre la ciutat grega. Vegeu-ne altres significats a « Melibea (desambiguació)». |

Melibea (en llatí Meliboea, en grec antic Μελίβοια) era una ciutat de Tessàlia al districte de Magnèsia, que Homer menciona al "Catàleg de les naus" a la Ilíada i diu que era un dels llocs governats per Filoctetes.
Estava situada a la costa, segons Heròdot, i Titus Livi diu que era al peu del Mont Ossa. Estrabó diu que era al golf entre Ossa i el mont Pelió. Heròdot explica que en aquell lloc diverses naus dels perses dirigides per Xerxes I quan va envair Grècia van naufragar en aquell lloc durant una tempesta poc abans de la Batalla de les Termòpiles. Durant la Guerra Romano-Síria va ser una de les ciutats de Tessàlia que l'any 191 aC, quan estava en mans dels athamans, va ser ocupada per un exèrcit conjunt dels romans, manat per Marc Bebi Tàmfil i dels macedonis, comandats pel rei Filip V de Macedònia. Va ser reconquerida pels romans comandats per Gneu Octavi l'any 168 aC i saquejada.
Lucreci diu que Melibea era famosa perquè allí s'obtenia el colorant anomenat porpra, i que la "porpra melibea" prenia el nom d'aquesta ciutat. Els autors moderns consideren que no era aquesta Melibea, sinó una ciutat del mateix nom situada a la boca de l'Orontes a Síria, molt rica dels mol·luscs d'on es treu el tint.
No es coneix la seva localització exacta, però es creu que era propera a la moderna ciutat d'Agia.